# Dictionnaire des découvertes en France, de 1789 à la fin de 1820
Le Dictionnaire des découvertes en France, de 1789 à la fin de 1820 est un dictionnaire encyclopédique des inventions, découvertes et créations en France, de la Révolution à la Restauration, dans les sciences, la littérature, les arts, l'agriculture, le commerce et l'industrie.

## Synopsis
C'est une référence historique en 17 volumes offrant au contemporain une peinture de la société civile française sous l'angle de l'innovation dans une période politiquement intense.

## Contexte
Le roi Louis XVIII valide le projet le 21 octobre 1821, une protection jugée nécessaire selon l'auteur de la post-face.

## Tome XVII
Le 17e tome est un index chronologique de mots-clefs mentionnant les numéros du tome et de la page correspondant à telle invention ou innovation. Il est introduit par une post-face rédigée par Georges Touchard-Lafosse et F. Roberge. Ce dernier volume comprend notamment des commentaires historiques sur les institutions durant cette période, sur les découvertes elles-mêmes, les revendications, etc.